# Ben Nguyen
Ben Nguyen (Sioux Falls, 3 agosto 1988) è un artista marziale misto statunitense.
Combatte nella divisione dei pesi mosca per l'organizzazione statunitense UFC. In passato ha militato anche nelle promozioni Nitro MMA, dove è stato campione dei pesi gallo, e Fury Fights.
Per i ranking ufficiali dell'UFC è il contendente numero dieci nella divisione dei pesi mosca.

## Caratteristiche tecniche
Nguyen è un lottatore abbastanza completo, abile sia nel combattimento in piedi che in quello a terra.

## Carriera nelle arti marziali miste

### Ultimate Fighting Championship
Nguyen era in procinto di affrontare Joseph Benavidez l'11 giugno 2017 all'evento UFC Fight Night 110, ma quest'ultimo è costretto a ritirarsi dalla card per via di un infortunio al ginocchio ed è rimpiazzato da Tim Elliott. Il lottatore di origine vietnamita riesce ad imporsi via sottomissione nelle fasi iniziali del match, ottenendo tra l'altro il suo primo bonus Performance of the Night.

## Risultati nelle arti marziali miste
| Risultato | Record | Avversario    | Metodo                           | Evento                                 | Data             | Round | Tempo | Città     | Note                     |
| --------- | ------ | ------------- | -------------------------------- | -------------------------------------- | ---------------- | ----- | ----- | --------- | ------------------------ |
| Vittoria  | 18-6   | Tim Elliott   | Sottomissione (rear-naked choke) | UFC Fight Night: Lewis vs. Hunt        | 11 giugno 2017   | 1     | 0:49  | Auckland  | Performance of the Night |
| Vittoria  | 17-6   | Geane Herrera | Decisione (unanime)              | UFC Fight Night: Whittaker vs. Brunson | 27 novembre 2016 | 3     | 5:00  | Melbourne |                          |